# Hall da Fama do UFC
O Hall da Fama do Ultimate Fighting Championship (UFC) é um museu da fama do Ultimate Fighting Championship (UFC), onde são homenageadas as mais importantes personalidades do mundo do Ultimate Fighting Championship.

## História
| “ | "O Hall da Fama do UFC tem uma função muito importante: ele não só celebra a grandeza como ajuda a passar adiante, para as novas gerações e fãs de lutas, as histórias dos grandes atletas e das grandes lutas da história do UFC." | ” |

O Hall da Fama do UFC foi criado em 2003. No dia 21 de novembro daquele ano, durante o UFC 45, evento que comemorou o aniversário de 10 anos da organização, os primeiros indicados foram revelados. A honra coube ao brasileiro Royce Gracie e ao americano Ken Shamrock, os primeiros ídolos do UFC.
Até Maio de 2015, o Hall contava com 12 nomes. No dia 5 de Maio de 2015, a franquia anunciou que o Hall passará por uma completa reformulação, que consistirá na criação de quatro categorias. Uma das principais razões para a criação das novas categorias são as críticas sobre possíveis nomes que constam no Hall da Fama, como o de Stephan Bonnar, que nunca foi campeão do UFC, mas protagonizou uma das lutas mais importantes da história da franquia, contra Forrest Griffin. Além disso, também foi anunciada a ideia de construir um local físico para o Hall da Fama em Las Vegas.
As 4 novas categorias são:
- Era Pioneiros - Lutadores que estrearam até novembro de 2000, ou seja, que competiram antes do sistema de regras;[1]
- Era Moderna - Lutadores que estrearam após novembro de 2000, ou seja, que competiram depois da inclusão das Regras Unificadas do MMA.[1] Também é aproximadamente quando a Zuffa comprou a organização;[4]
- Contribuidores - Não lutadores que fizeram parte e ajudaram no crescimento do esporte;[1]
- Ala da Luta - Celebra os grandes duelos da história do MMA[1]

## Primeira Fase
Na chamada "Primeira Fase do Hall da Fama" 12 personalidades foram incluídas.
| Nome               | Data de Introdução     | Evento                                                    | Notas |
| ------------------ | ---------------------- | --------------------------------------------------------- | --- |
| Royce Gracie       | 21 de Novembro de 2003 | UFC 45: Revolution                                        | |
| Ken Shamrock       | 21 de Novembro de 2003 | UFC 45: Revolution                                        | |
| Dan Severn         | 16 de Abril de 2005    | UFC 52: Couture vs. Liddell II                            | |
| Randy Couture      | 24 de Junho de 2006    | The Ultimate Fighter: Team Ortiz vs. Team Shamrock Finale | |
| Mark Coleman       | 1 de Março de 2008     | UFC 82: Pride of a Champion                               | |
| Chuck Liddell      | 11 de Julho de 2009    | UFC 100: Making History                                   | |
| Charles Lewis, Jr. | 11 de Julho de 2009    | UFC 100: Making History                                   | Charles Lewis, Jr., o "máscara", é um dos fundadores da marca Tapout e um dos maiores entusiastas do MMA. Entrou no Hall da Fama em uma homenagem póstuma. |
| Matt Hughes        | 29 de Maio de 2010     | UFC 114: Rampage vs. Evans                                | |
| Tito Ortiz         | 7 de Julho de 2012     | UFC 148: Silva vs. Sonnen II                              | |
| Forrest Griffin    | 6 de Julho de 2013     | UFC 162: Silva vs. Weidman                                | |
| Stephan Bonnar     | 6 de Julho de 2013     | UFC 162: Silva vs. Weidman                                | |
| Pat Miletich       | 6 de Julho de 2014     | UFC 175: Weidman vs Lyoto Machida                         | |

↑O único não-lutador integrante do Hall da Fama do UFC. 

↑O único lutador que nunca foi campeão do UFC no Hall da Fama do UFC. 

### Atletas e Personalidades Por Nacionalidade
| País           | Número de membros |
| -------------- | ----------------- |
| Estados Unidos | 11                |
| Brasil         | 1                 |

## Segunda Fase
No dia 5 de Maio de 2015, a organização anunciou que durante a semana internacional do UFC 189, realizado no dia 11 de julho, em Las Vegas (EUA), as quatro novas categorias serão criadas e serão inclusos mais cinco homenageados no Hall da Fama. Segundo os novos critérios, uma pessoa por ano deve ser incluída em cada categoria.

### Por "Classe"

#### Classe de 2015
A “Classe de 2015” foi a primeira a ser inclusa neste novo formato do Hall da Fama. Nela, foram inclusos o havaiano BJ Penn (segundo homem a conquistar o cinturão da companhia em duas categorias de peso diferentes) na ala da “Era Moderna”, o pioneiro Bas Rutten, o colaborador Jeff Blatnick e a segunda luta entre Matt Hughes e Frank Trigg foram honrados no evento.

#### UFC Fan Expo
O "UFC Fan Expo" foi um evento que aconteceu em Las Vegas em 2016 em que contou com a inclusão do lutador norte-americano Don Frye (que tem vitórias em dois torneios do UFC) e do brasileiro Antônio Rodrigo Nogueira (único campeão do PRIDE e do UFC) na "Era Pioneiros", com o ex-dono do UFC Bob Meyrowitz na "Contribuidores" e a luta entre Pete Williams e Mark Coleman na "Ala da Luta"

### Por Categorias

#### Era Pioneiros
| Nome               | Data de Introdução     | Evento                                                    | Notas | Ref.   |
| ------------------ | ---------------------- | --------------------------------------------------------- | ----- | ------ |
| Royce Gracie       | 21 de Novembro de 2003 | UFC 45: Revolution                                        |       |        |
| Ken Shamrock       | 21 de Novembro de 2003 | UFC 45: Revolution                                        |       |        |
| Dan Severn         | 16 de Abril de 2005    | UFC 52: Couture vs. Liddell II                            |       |        |
| Randy Couture      | 24 de Junho de 2006    | The Ultimate Fighter: Team Ortiz vs. Team Shamrock Finale |       |        |
| Mark Coleman       | 1 de Março de 2008     | UFC 82: Pride of a Champion                               |       |        |
| Chuck Liddell      | 11 de Julho de 2009    | UFC 100: Making History                                   |       |        |
| Matt Hughes        | 29 de Maio de 2010     | UFC 114: Rampage vs. Evans                                |       |        |
| Tito Ortiz         | 7 de Julho de 2012     | UFC 148: Silva vs. Sonnen II                              |       |        |
| Pat Miletich       | 6 de Julho de 2014     | UFC 175: Weidman vs Lyoto Machida                         |       | [ 8 ]  |
| Bas Rutten         | 11 de Julho de 2015    | UFC 189: Mendes vs McGregor                               |       | [ 9 ]  |
| Don Frye           | 10 de Julho de 2016    | UFC Fan Expo                                              |       | [ 10 ] |
| Minotauro Nogueira | 10 de Julho de 2016    | UFC Fan Expo                                              |       | [ 11 ] |
| Maurice Smith      | 6 de Julho de 2017     | Cerimônia do Hall da Fama do UFC, 2017                    |       | [ 12 ] |
| Kazushi Sakuraba   | 6 de Julho de 2017     | Cerimônia do Hall da Fama do UFC, 2017                    |       | [ 13 ] |
| Matt Serra         | 5 de Julho de 2018     | Cerimônia do Hall da Fama do UFC, 2018                    |       | [ 14 ] |
| Rich Franklin      | 5 de Julho de 2019     | Cerimônia do Hall da Fama do UFC, 2019                    |       | [ 15 ] |
| Kevin Randleman    | 23 de Setembro de 2021 | Cerimônia do Hall da Fama do UFC, 2020                    |       | [ 16 ] |
| Jens Pulver        | 6 de Julho de 2023     | Cerimônia do Hall da Fama do UFC, 2023                    |       | [ 17 ] |
| Anderson Silva     | 6 de Julho de 2023     | Cerimônia do Hall da Fama do UFC, 2023                    |       | [ 18 ] |
| Wanderlei Silva    | 27 de Junho de 2024    | Cerimônia do Hall da Fama do UFC, 2024                    |       | [ 19 ] |

#### Era Moderna
| Nome                | Data de Introdução     | Evento                                 | Notas | Ref.   |
| ------------------- | ---------------------- | -------------------------------------- | ----- | ------ |
| Forrest Griffin     | 6 de Julho de 2013     | UFC 162: Silva vs. Weidman             |       | [ 20 ] |
| B.J. Penn           | 11 de Julho de 2015    | UFC 189: Mendes vs McGregor            |       | [ 21 ] |
| Urijah Faber        | 6 de Julho de 2017     | Cerimônia do Hall da Fama do UFC, 2017 |       | [ 22 ] |
| Ronda Rousey        | 5 de Julho de 2018     | Cerimônia do Hall da Fama do UFC, 2018 |       | [ 23 ] |
| Michael Bisping     | 5 de Julho de 2019     | Cerimônia do Hall da Fama do UFC, 2019 |       | [ 24 ] |
| Rashad Evans        | 5 de Julho de 2019     | Cerimônia do Hall da Fama do UFC, 2019 |       | [ 25 ] |
| Georges St-Pierre   | 23 de Setembro de 2021 | Cerimônia do Hall da Fama do UFC, 2020 |       | [ 26 ] |
| Khabib Nurmagomedov | 30 de Junho de 2022    | Cerimônia do Hall da Fama do UFC, 2022 |       | [ 27 ] |
| Daniel Cormier      | 30 de Junho de 2022    | Cerimônia do Hall da Fama do UFC, 2022 |       | [ 28 ] |
| José Aldo           | 6 de Julho de 2023     | Cerimônia do Hall da Fama do UFC, 2023 |       | [ 29 ] |
| Donald Cerrone      | 6 de Julho de 2023     | Cerimônia do Hall da Fama do UFC, 2023 |       | [ 30 ] |
| Maurício Rua        | 27 de Junho de 2024    | Cerimônia do Hall da Fama do UFC, 2024 |       | [ 31 ] |
| Joanna Jędrzejczyk  | 27 de Junho de 2024    | Cerimônia do Hall da Fama do UFC, 2024 |       | [ 32 ] |
| Frankie Edgar       | 27 de Junho de 2024    | Cerimônia do Hall da Fama do UFC, 2024 |       | [ 33 ] |

#### Contribuidores
| Nome               | Data de Introdução  | Evento                      | Notas |
| ------------------ | ------------------- | --------------------------- | --- |
| Charles Lewis, Jr. | 11 de Julho de 2009 | UFC 100: Making History     | - Um dos fundadores da marca TapouT e um dos maiores entusiastas do MMA. - Entrou no Hall da Fama em uma homenagem póstuma.                                                       |
| Jeff Blatnick      | 11 de Julho de 2015 | UFC 189: Mendes vs McGregor | - Medalhista olímpico na luta greco-romana, ex-comentarista do UFC e um dos responsáveis pela uniformização das regras do MMA. - Entrou no Hall da Fama em uma homenagem póstuma. |
| Bob Meyrowitz      | 10 de Julho de 2016 | UFC Fan Expo                | - Co-fundador do UFC, Dono do UFC em 1995-2000 e criou as regras do MMA |

#### Ala da Luta
| Luta                                                                            | Data de Introdução  | Evento da indução           | Notas | Ref.          |
| ------------------------------------------------------------------------------- | ------------------- | --------------------------- | --- | ------------- |
| Forrest Griffin vs. Stephan Bonnar I (The Ultimate Fighter 1 Finale)            | 6 de Julho de 2013  | UFC 162                     | - Forrest Griffin venceu Stephan Bonnar por decisão unânime no The Ultimate Fighter 1 Finale. - Marcou um ponto de virada na história do UFC considerando a jornada de tornar o MMA um esporte legítimo e popular.           | [ 34 ] [ 35 ] |
| Matt Hughes x Frank Trigg (UFC 52: Couture vs. Liddell II, 16 de abril de 2005) | 11 de Julho de 2015 | UFC 189: Mendes vs McGregor | - A segunda luta entre os dois. - Luta válida pelo cinturão dos meio-médios. | [ 7 ]         |
| Pete Williams x Mark Coleman (UFC 17: Redemption, 15 de maio de 1998)           | 10 de Julho de 2016 | UFC Fan Expo                | - Pete Williams substituiu o Randy Couture dono do Cinturão Peso Pesado do UFC - O título 'Redemption' se refere ao retorno de Mark Coleman após perder o Cinturão Peso Pesado do UFC para Maurice Smith no UFC 14: Showdown | [ 36 ]        |

### Estatísticas

#### Atletas e Personalidades Por Nacionalidade[37]
| País           | Número de membros |
| -------------- | ----------------- |
| Estados Unidos | 15                |
| Brasil         | 2                 |
| Países Baixos  | 1                 |